# Goetheschule Königsee
Die Goetheschule Königsee ist eine staatliche Grundschule in Königsee, Landkreis Saalfeld-Rudolstadt, Thüringen. Sie ist zweizügig (das heißt, mit a- und b-Klassen) und hat eine Schülerzahl von etwa 200 Schülern. Das Gebäude verfügt über 25 Räume, davon 16 Lehrräume.
Die Schule wurde nach Johann Wolfgang von Goethe benannt.
Der Schulbezirk umfasst die Orte Barigau, Dörnfeld an der Heide, Dröbischau, Egelsdorf, Garsitz, Horba, Königsee, Lichta, Oberköditz, Unterköditz, Oberschöbling, Unterschöbling, Allendorf, Aschau, Bechstedt, Leutnitz, Milbitz, Paulinzella, Quittelsdorf, Rottenbach, Solsdorf, Storchsdorf, Thälendorf und Hengelbach.
Die derzeitige Direktorin ist H. Rißland.

## Geschichte
In Königsee gab es um das Jahr 1870 mehrere Schulgebäude. Sie befanden sich unterhalb der Stadtkirche und waren in einem schlechten Zustand. In den zu kleinen Räumen mit wenig Licht und schlechter Ausstattung lernten 70 bis 90 Schüler. Der Neubau einer Schule wurde erst am 9. April 1886 genehmigt. Die wichtigsten Bauarbeiten sollten bis zum 1. Juni 1887 abgeschlossen sein. Mit genügend Baumaterial und vielen Arbeitskräften, meist ortsansässige Handwerker, konnte die Schule zum 18. Oktober 1887 fertiggestellt werden. Die feierliche Einweihung begann um 10 Uhr mit einem Festumzug, Glockenläuten, Festreden und Schulbesichtigungen. Rektor Schürg erhielt im Schulgebäude eine Dienstwohnung. Die neuen Schulräume waren hoch und gut belüftet. In der Stadt galt das Gebäude als Musterbau.
Doch bald zeigten sich wieder Mängel. Die Klassenstärken lagen wieder bei 60 bis 70 Schülern. Es gab Probleme mit den Schornsteinen und Öfen, Wände bekamen Risse, Putz bröckelte ab und das Gebäude senkte sich. Unter Rektor Eberhardt wurden die Mängel abgestellt. 1914 machte der Erste Weltkrieg den Bemühungen ein Ende.
In der DDR-Zeit war die Schule eine so genannte Polytechnische Oberschule (POS). Mit der Wende wurde sie dann zur größten allgemeinbildenden Schule im Landkreis. Die Goetheschule konnte im Schuljahr 1990/91 auf 780 Schüler in 40 Klassen verweisen.
Mit der Fertigstellung des neuerbauten Dr.-Max-Näder-Gymnasiums in Königsee im Jahre 1996 erfolgte eine Umstrukturierung, die Goetheschule wurde schrittweise von einer Regelschule zur Grundschule.

## Galerie

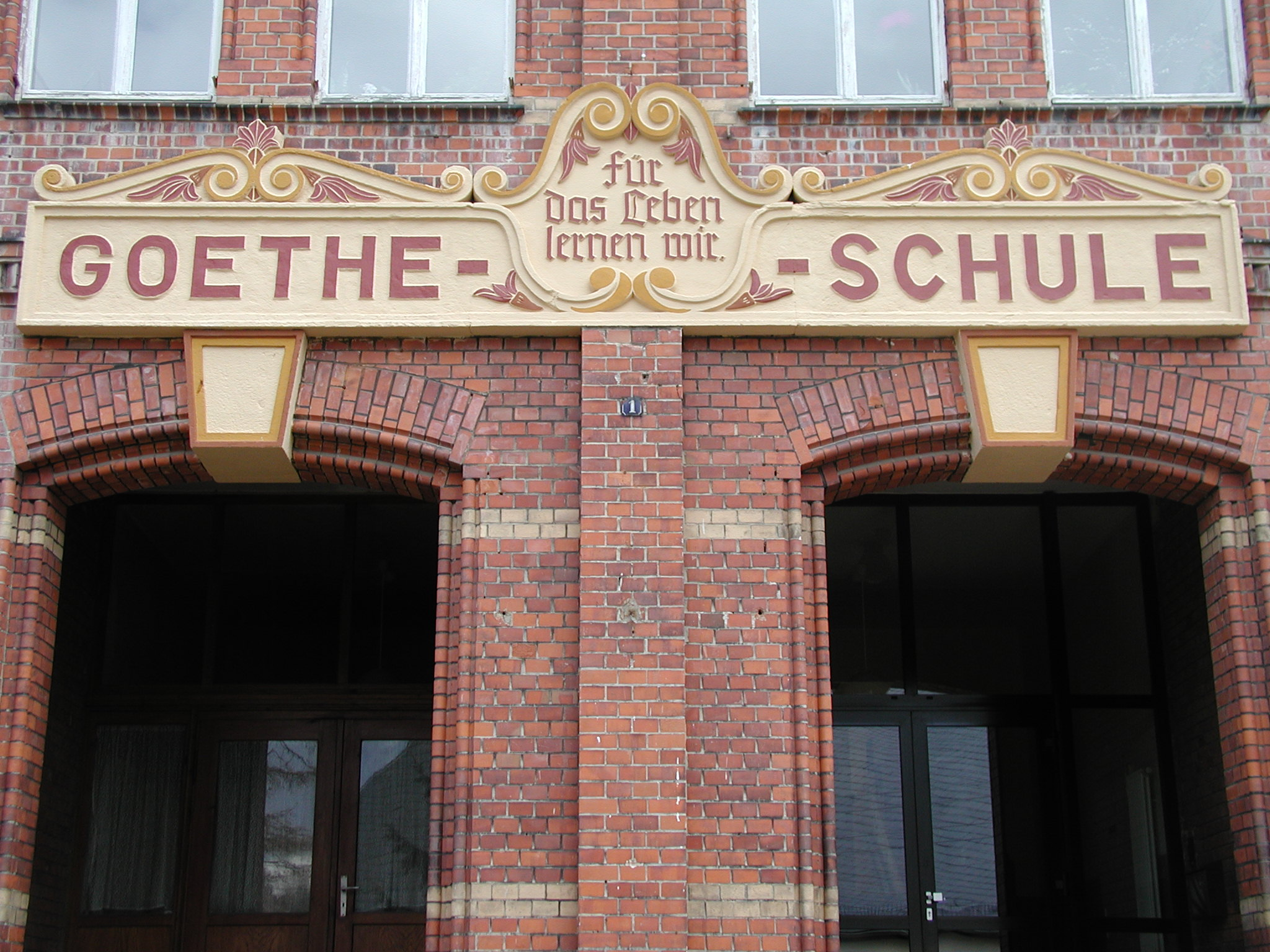
Detail
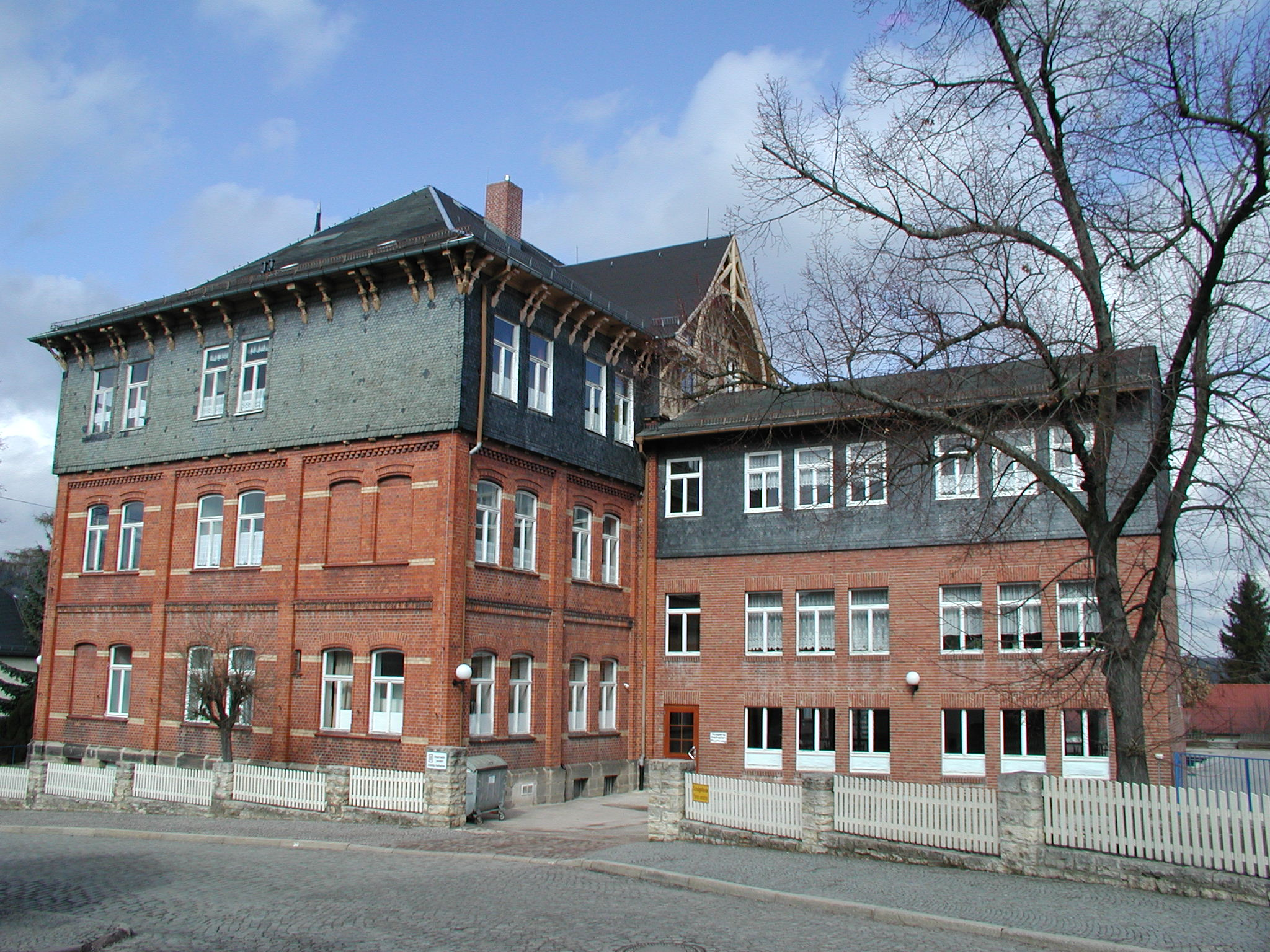
Seitenansicht
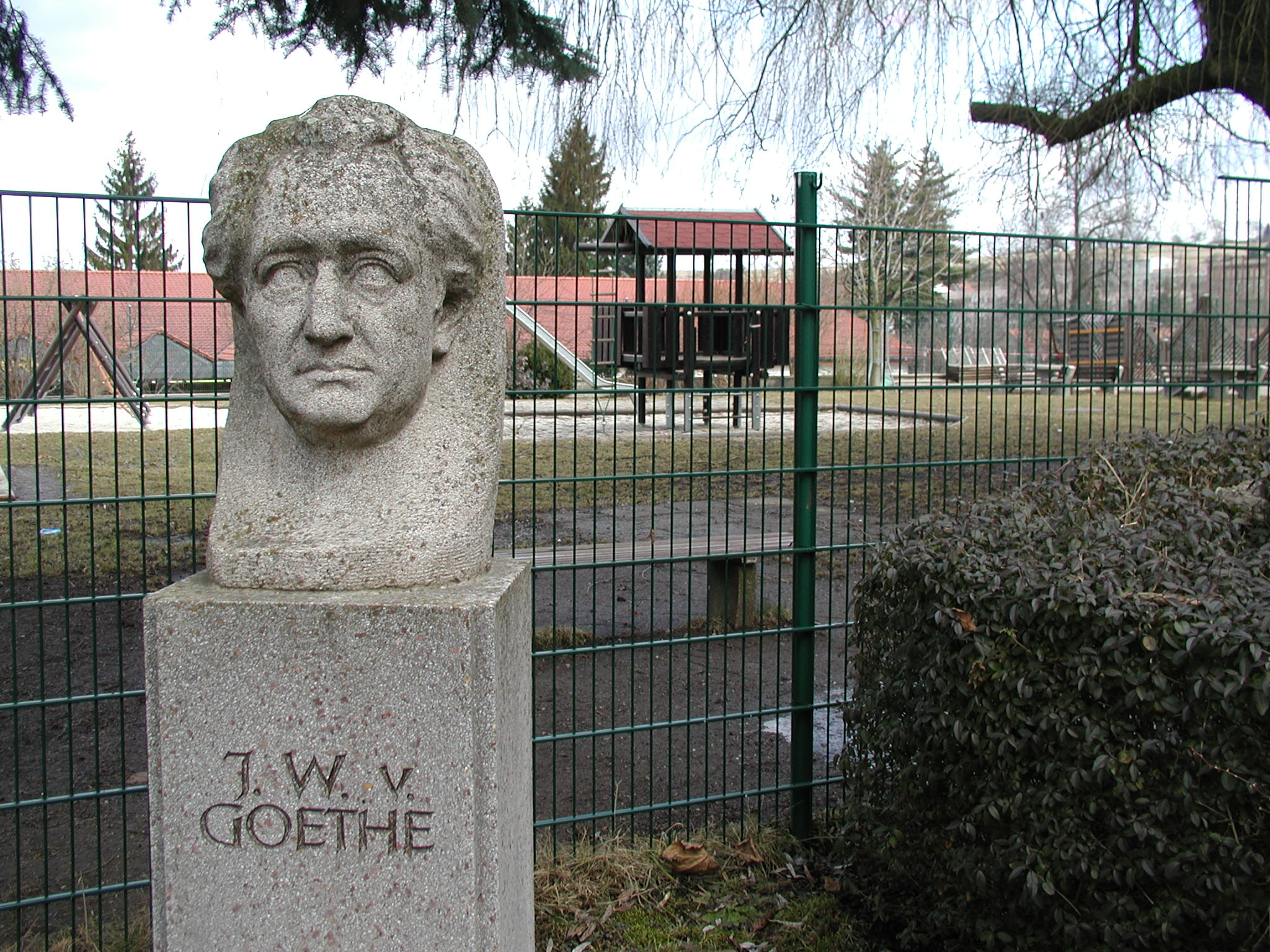
Büste von Goethe